# DeWitt Bristol Brace
DeWitt Bristol Brace (5. ledna 1859 – 2. října 1905) byl americký fyzik, známý díky svým optickým experimentům, zejména pokud jde o relativní pohyb Země a světlonosného éteru.

## Život a dílo
Brace se narodil ve Wilson ve státě New York.  Absolvoval v roce 1881 na Bostonské univerzitě. Poté strávil dva roky na univerzitě Johnse Hopkinse s Henrym Augustusem Rowlandem, a dva roky na Humboldtově univěrzitě pod vedením Hermanna von Helmholtze a Gustava Kirchhoffa, kde absolvoval v roce 1885. Od roku 1887 krátce působil jako asistent profesora na Michiganské univerzitě a mezi roky 1888 a 1905 jako profesor fyziky na University of Nebraska–Lincoln. Tam Brace založil laboratoř fyziky, ale v roce 1905 onemocněl a krátce na to zemřel právě v době otevření nové laboratoře, která stále nese jeho jméno.
Brace se zabýval výzkumy v oblasti optiky. Například vynalezl nové typy polarizačních filtrů. Prováděl sérii pokusů, které měly zjistit stav pohybu Země v éteru ("ether drift"), ale výsledky byly negativní. Důležitá byla zejména verze experimentu vylepšená Lordem Rayleighem, která s velkou přesností prokázala, že Lorentzova kontrakce nevede k dvojlomu. Také se pokusil změřit rychlost světla s velkou přesností, ale zemřel uprostřed této práce.
Brace byl člen a viceprezident Americké asociace pro pokrok vědy a člen rady Americké fyzikální společnosti.

## Publikace
- On Double Refraction in Matter moving through the Aether (Philosophical Magazine, S. 6., Vol. 7, No. 40., April 1904, pp. 317–329)
- The Ether and moving Matter (Congress of arts and science, universal exposition, St. Louis 1904, (1906), vol. 4, pp. 105–117)
- The Negative Results of Second and Third Order Tests of the "Aether Drift," and Possible First Order Methods (Philosophical Magazine (1905), vol. 10, pp. 71–80)
- The Aether "Drift" and Rotary Polarization. (Phil. Mag., London, (Ser. 6), 10, 1905, pp. 383–396)
- A Repetition of Fizeau's Experiment on the Change produced by the Earth's Motion on the Rotation of a Refracted Ray (Phil. Mag., London, (Ser. 6), 10, 1905, pp. 591–599)